# Хвощёвка (Гомельская область)
Хвощёвка (бел. Хвашчоўка) — деревня в Стреличевском сельсовете Хойникского района Гомельской области Беларуси.
В связи с радиационным загрязнением после катастрофы на Чернобыльской АЭС жители (26 семей) переселены в чистые места.

## География

### Расположение
В 36 км на юго-запад от районного центра и железнодорожной станции Хойники (на ветке Василевичи — Хойники от линии Гомель — Калинковичи), в 140 км от Гомеля.

### Гидрография
На западе озеро Гнездное.

## Транспортная сеть
Транспортные связи по просёлочной, затем автомобильной дороге Довляды — Хойники. Планировка состоит из 2 коротких, параллельных между собой, прямолинейных улиц широтной ориентации, соединённых 2 переулками. Застройка двусторонняя, деревянная, усадебного типа.

## История
Обнаруженные археологами бескурганный могильник эпохи неолита (в 0,7 км на юг от деревни, в урочище Песчаница) и поселение эпохи неолита (в 0,5 км на северо-запад от деревни) свидетельствуют о заселении этих мест с давних времён.
Современная деревня Основана в начале XX века. Наиболее активная застройка приходится на 1920-е годы. В 1930 году жители вступили в колхоз. Во время Великой Отечественной войны 5 жителей погибли на фронте. Согласно переписи 1959 года входила в состав совхоза «Оревичи» (центр — деревня Оревичи).

## Население

### Численность
- 1980-е — 1990-е — жители (26 семей) переселены.

### Динамика
- 1959 год — 128 жителей (согласно переписи).
- 1980-е — 1990-е — жители (26 семей) переселены.